# 아현고가도로
아현고가도로(阿峴高架道路)는 서울특별시 중구 중림동 754번지부터 마포구 아현동 267번지까지를 잇는 940 m 길이의 고가 차도였다.
1968년 9월 19일에 개통된 서울특별시 최초의 고가차도로인 이 차도는 청계고가도로, 서울역고가도로와 더불어 서울시 근대화의 상징물이었다. 그러나, 2000년대에 들어서 고가 주변의 슬럼화로 인해 지역경관을 해치고 소통을 막는 주범으로 철거여론이 형성되기 시작했으며, 2011년에 정밀안전진단에서 C등급(조속한 보수 필요)을 받은 후 서울시는 막대한 보수비용과 노후한 설계로 인해 빈발한 교통사고 등 사회적 비용을 고려하여 아현고가를 철거하기로 결정하였다.
2014년 2월 6일 오후 3시부터 차량통행이 전면 통제되었으며, 철거 개시 후 한달반 만인 3월 26일에 완전 철거되었다. 아현고가도로 철거와 중앙버스 전용도로 설치에는 146억원의 예산이 투입되었다. 아현고가도로는 근대화의 상징이라는 역사적 상징성이 강해 서울시는 고가의 교명주와 표지판 등을 서울역사박물관에 보존하고 있다.

## 같이 보기
- 김현옥
- 서울역고가도로
- 청계고가도로
- 약수고가도로
- 홍제고가도로
- 노량진고가도로